# Caspar Langenstein
Caspar Langenstein, o Langenstain (fl. XVII secolo), è stato un organaro svizzero attivo anche in Italia nella prima metà del sec. XVII, che numerose fonti d'archivio definiscono "maestro d'organi Todesco".

## Biografia
Alla luce delle ricerche d'archivio, egli si è rivelato in realtà originario della Svizzera, e più precisamente di Stans, piccolo centro del Cantone elvetico del Nidvaldo. 
Una precisa conferma al riguardo è stata rintracciata in alcuni testi conservati nella Biblioteca Universitaria di Basilea, nei quali si fa esplicitamente menzione di un certo "Langenstein Kaspar, von Stans, Orgelbauer 1598". Il materiale ivi rinvenuto contiene inoltre un interessante accenno a un lavoro da lui realizzato per la Liebfrauencapell di Stans.
Oscuri rimangono ad oggi i dettagli riguardanti la biografia, i legami familiari, l'apprendistato e la stessa attività professionale di Caspar (Kaspar) Langenstein nella sua prima fase di attività; al di là del citato intervento del 1598 a Stans, egli appare nel 1603 come accordatore dell'organo della chiesa parrocchiale di St. Theodul a Sachseln (OW) e successivamente viene chiamato, nell'aprile del 1609, a terminare l'organo lasciato incompiuto da Aaron Riegck nella chiesa parrocchiale di St. Martin ad Altdorf (UR), la stessa dove risulterà successivamente impegnato, nel 1663, un altro organaro elvetico: Johann Balthasar Müller.
Per una più esatta comprensione di quelle che furono le principali motivazioni del suo successivo e temporaneo trasferimento in Italia, nell'attuale territorio piemontese, concorrono alcune particolari circostanze che contribuiscono a creare un ulteriore motivo di interesse intorno alla sua figura. Innanzitutto, egli pare aver rivestito una seconda veste professionale: fin dal 1611 risulta infatti quale mercenario nel corpo delle Guardie Svizzere del colonnello Walter Aurin presso la corte torinese dei Savoia. In secondo luogo, è provata la stima di cui egli dovette godere in quegli anni presso lo stesso principe-cardinale Maurizio di Savoia, che proprio a causa dei suoi meriti di servizio lo avrebbe sollevato dalle mansioni operative, elevandolo al rango di costruttore d'organi di corte.
Nel 1617, in ogni caso, troviamo il Langenstein al lavoro in Piemonte: risale infatti a quell'anno una nota di pagamenti a "mastri todeschi" per lavori nella chiesa di S. Donato a Pinerolo. Nel 1622, poi, egli risulta attivo a Domodossola, dove colloca un organo nella chiesa Collegiata dei Santi Gervasio e Protasio.
Secondo quanto si ricava dalle testimonianze d'archivio, la bottega italiana di Langenstein (che vi operava insieme a un lavorante e a un nipote) era installata, almeno nella prima metà del secolo XVII, in Piemonte, e precisamente nella zona corrispondente all'attuale cintura torinese.
Ma è a Cuneo che egli lasciò le più ampie e significative tracce del suo operato, soprattutto nello strumento che egli realizzò tra il 1629 e il 1630 nella chiesa della Confraternita di S. Sebastiano. Sempre a Cuneo, inoltre, egli fu contattato per effettuare nello stesso anno 1630 alcuni lavori sull'organo della chiesa dei Frati Minori Conventuali di S. Francesco.
Forse perché venuto meno il sostegno della corte di Savoia, forse per espresso invito di notabili elvetici, in quello stesso anno Langenstein decise di fare ritorno alla sua terra di origine.
Lo ritroviamo quindi a Engelberg (OW) nel 1631 per presentare il progetto di un nuovo organo per la chiesa del monastero benedettino di St. Maria Himmelfahrt, e successivamente, nel 1634, a Lucerna (LU) per sottoporre un altro progetto relativo all'organo della chiesa di St. Leodegar und Mauritius im Hof.

## L'organo della Confraternita di San Sebastiano a Cuneo

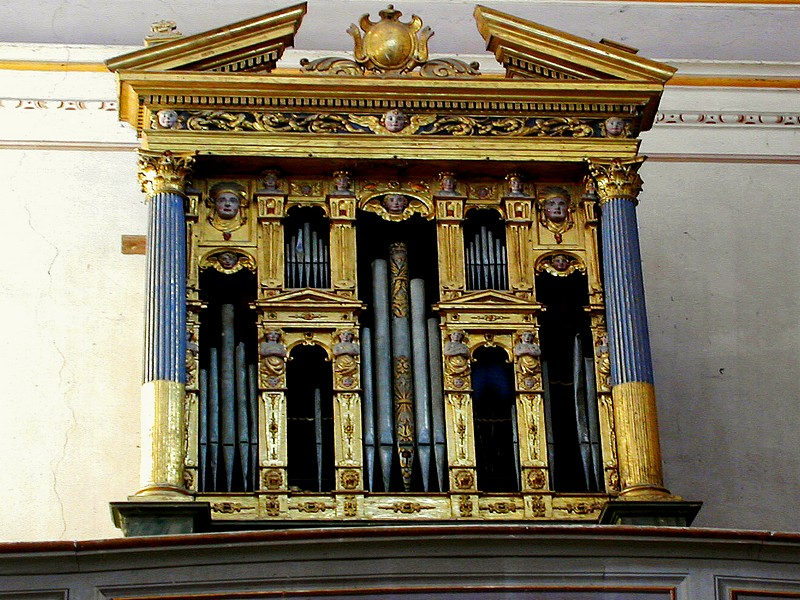
L'organo della Confraternita di Neive

Dalla propria base piemontese, come si è detto, Langenstein presiedeva alla realizzazione di alcuni interessanti organi, di cui si conserva tuttora memoria storica; tra questi è soprattutto degno di attenzione l'organo da lui realizzato nel 1630 per la Confraternita cuneese di S. Sebastiano. 
Il progetto definitivamente accolto era il più completo fra una serie di tre diverse proposte presentate dall'organaro agli amministratori della congregazione religiosa cuneese.
Esso consisteva in un organo di 6 registri, con Principale di stagno di 4 piedi in facciata, Bordone di 8 piedi a taglia larga ed altri registri "ordinari" (Ottava, Duodecima, Decimaquinta, Decimanona), alimentato da tre mantici ed azionato da una tastiera di 45 tasti.
Particolarmente interessanti appaiono le varie fasi di realizzazione del lavoro, viste attraverso le scarne ma pittoresche annotazioni conservate nei registri dei conti della Confraternita.
Da esse si rileva, fra l'altro, come lo stesso maestro organaro si dimostrasse particolarmente scrupoloso nello scegliere di persona, direttamente sul luogo di vendita, il legname migliore e più appropriato per la costruzione dello strumento.
Notevolissima era l'ornamentazione particolarmente ricca della cassa dell'organo, preziosamente indorata e comprendente fra l'altro motivi a graffito ed elementi decorativi smaltati con "colori fini come di smeraldo o Rubino…", come si legge nel contratto di esecuzione dei lavori.

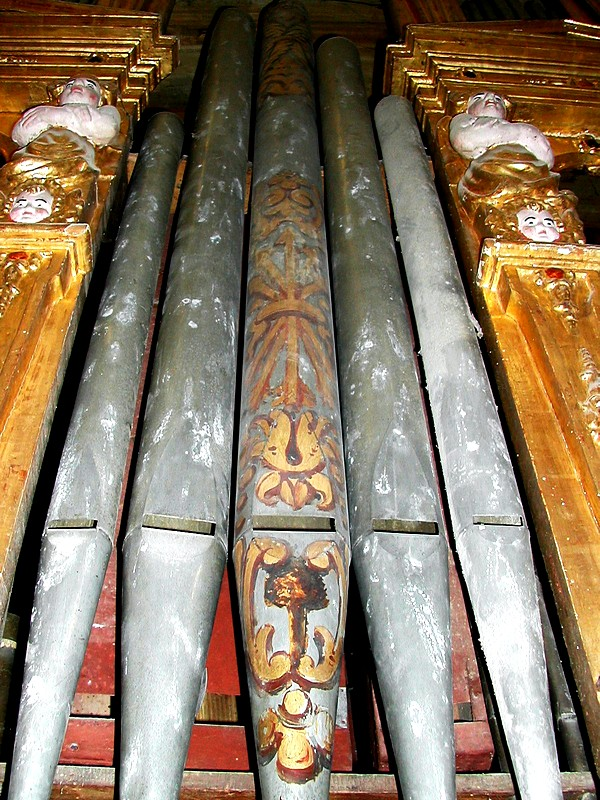
Particolare dell'organo nella Confraternita di Neive

Nonostante ricerche approfondite, oscuro rimane il responso dei documenti circa l'epilogo della plurisecolare storia dell'organo di Langenstein, sostituito nel 1877 da un nuovo strumento commissionato l'anno precedente dall'Amministrazione della Confraternita di S. Sebastiano alla Ditta F.lli Serassi di Bergamo.
Il vecchio strumento pare tuttavia non essere stato ritirato dai Serassi, ma rivenduto - probabilmente con l'interessamento di un intermediario - e ricollocato in un'altra chiesa.
Ed ancora oggi, effettivamente, esiste un antico strumento perfettamente conforme alle caratteristiche dell'organo di Langenstein nell'Oratorio dell'Arciconfraternita di S. Michele a Neive, nel cuore delle Langhe albesi.
Questo organo, anche se in parte alterato da successive integrazioni, presenta un'elevata percentuale di materiale fonico originario, corrisponde nei particolari formali e decorativi della cassa con lo strumento cuneese e reca dipinto sulla canna centrale di facciata il fascio di frecce, simbolo del martirio di S. Sebastiano, che si ritrova tuttora rappresentato sul portone della chiesa di S. Sebastiano a Cuneo.
Collocato in tribuna, sopra la bussola d'ingresso, addossato alla parete di controfacciata, il complesso risulta completamente indorato e impreziosito da una ricca ornamentazione scultorea comprendente motivi floreali, raffigurazioni di volti e finte gemme (le "gioije" e smeraldi conformi al contratto di indoratura dell'organo di Cuneo).
Numerose canne originali (sostanzialmente quelle superstiti relative ai registri Bordone, Decimaquinta e Decimanona) risultano fabbricate con lastre gettate su sabbia: quelle interne sono in piombo, con segnature alfabetiche incise di tipologia tedesca. 
Alcune di tali segnature presentano innegabili e sorprendenti analogie con i segni della scrittura autografa di Langenstein, quali si possono desumere dai documenti d'archivio pervenutici in originale.
Sulla scorta delle considerazioni sopra formulate e dei rilievi tecnici effettuati sullo strumento, si può dunque affermare che l'organo oggi custodito a Neive è attribuibile con una certa sicurezza alla mano dello stesso Langenstein, e assai probabilmente coincide con l'organo già collocato nella Confraternita di S. Sebastiano a Cuneo.